# Hidraulički skok
Hidraulički skok  je pojava u dinamici fluida, koja se javlja pri prijelazu nadkritičnog u podkritično strujanje. Kritičnost strujanja opisuje se pomoću Froudeovog broja. Hidraulički skok nastaje kada je Fr ~ 1. U njemu dolazi do rasipanja energije i do pretvaranja kinetičke energije nadkritične struje (velika brzina strujanja) u potencijalnu energije podkritične struje (velika dubina fluida). Hidraulički je skok uglavnom turbulentan, posebno u dvije dimenzije, ali to nije nužno ispunjeno. Kod cirkularnih hidrauličkih skokova, sam skok može biti laminaran. 
U hidraulici, hidraulički skok se često može opaziti kod protoka vode u otvorenim kanalima, kao što su rijeke ili na preljevima brane. On se pojavljuje kod prijelaza strujanja vode iz nadkritičnog u podkritično. U točki u kojoj je Froudov broj jednak 1 dogodi se hidraulički skok. Kod hidrauličkog skoka dolazi do gubitka energije (zbog turbulencije) i do naglog skoka u vodnom licu. Kako gubitak energije na skoku nije unaprijed poznat, jednadžbu očuvanja energije ne možemo primijeniti direktno.
Kod jake bure se isto dešava hidraulički skok, a nastaje u zavjetrini planina. Zrak koji struji niz padinu ubrzava i postiže velike brzine, no ne može neprestano ubrzavati već se mora prilagoditi okolnim uvjetima. Dolazi do hidrauličkog skoka pri čemu se oslobodi velika količina energije, te time zrak uspori. No, zbog tog ubrzavanja niz padinu dolazi do velikih brzina koje postiže bura. 
Najbolji primjer hidrauličkog skoka je puštanje vode u sudoper. Kad mlaz vode dotakne dno, stvori se krug u kojem voda teče brzo (tanak je i jednolik), a zatim dođe do hidrauličkog skoka, kojeg predstavlja stacionarni kružni val, te iza njega voda teče sporije.

## Visina hidrauličkog skoka
Postoji nekoliko metoda za određivanje visine hidrauličkog skoka. Ali sve te metode dolaze do uobičajenih zaključaka, a to je:
- odnos dubine vode prije i poslije hidrauličkog skoka ovisi isključivo o odnosu brzine vode iznad i ispod hidrauličkog skoka.
- visina hidrauličkog skoka može biti nekoliko puta veća od početne dubine vode.

### Primjena zakona o očuvanju energije
Ako promatramo kretanje fluida u pravokutnom kanalu vrijedi:
{\displaystyle {\partial \rho  \over \partial t}+\nabla \cdot (\rho \mathbf {v} )=0}
gdje je: ρ – gustoća fluida (vode), t - vrijeme, i v – brzina fluida. Protok prije i poslije hidrauličkog skoka treba biti jednak, tako da vrijedi:
{\displaystyle v_{0}\ \times \ h_{0}=v_{1}\ \times \ h_{1}}
ili {\displaystyle \ \ v_{1}=v_{0}\times {h_{0} \over h_{1}}}
Budući da je gustoća fluida konstantna, i uvrštavanjem vrijednosti iz gornje jednadžbe, integriranjem dobivamo:
{\displaystyle {h_{1} \over h_{0}}={\frac {-1\pm {\sqrt {1+{\frac {8v_{0}^{2}}{gh_{0}}}}}}{2}}}
Sačuvanje količine gibanja prije i poslije hidrauličkog skoka, uz pretpostavku da je gustoća fluida konstantna, može se izraziti kao:
{\displaystyle {d \over dt}\int _{z_{0}}^{z_{1}}\rho \langle \mathbf {v} \rangle A\,ds=\rho \langle \mathbf {v} v\rangle _{0}A_{0}-\rho \langle \mathbf {v} v\rangle _{1}A_{1}+p_{0}\mathbf {A} _{0}-p_{1}\mathbf {A} _{1}-\mathbf {F} +\rho \mathbf {g} \int _{z_{0}}^{z_{1}}A\,dz=0}
Ako pretpostavimo jednoliko kretanje duž toka fluida, dobivamo:
{\displaystyle \rho v_{0}^{2}A_{0}-\rho v_{1}^{2}A_{1}+p_{0}A_{0}-p_{1}A_{1}=0}
Onda je statički tlak u protoku ustvari hidraulički tlak, p = pa + ρgh, gdje je pa atmosferski tlak. Sila koja djeluje na obujam fluida je:
{\displaystyle pA=\int _{0}^{h}\rho gh'\,dh'={1 \over 2}\rho gh^{2}}
Izraz za sačuvanje količine gibanja prije i poslije hidrauličkog skoka se može sada pisati:
{\displaystyle \rho v_{0}^{2}h_{0}-\rho v_{1}^{2}h_{1}+{1 \over 2}\rho gh_{0}^{2}-{1 \over 2}\rho gh_{1}^{2}=0}
Ako podijelimo s konstantom ρ dobiva se:
{\displaystyle v_{0}^{2}\left(h_{0}-{h_{0}^{2} \over h_{1}}\right)+{g \over 2}(h_{0}^{2}-h_{1}^{2})=0}
To se može i pojednostaviti:
{\displaystyle {1 \over 2}{h_{1} \over h_{0}}\left({h_{1} \over h_{0}}+1\right)-Fr^{2}=0}
gdje je:  {\displaystyle Fr^{2}={v_{0}^{2} \over gh_{0}}}. Fr je bezdimenzionalni Froudeov broj i odnosi se na gravitacione sile u protoku vode. Rješenja kvadratne jednadžbe {\displaystyle {h_{1} \over h_{0}}} pokazuju da negativni rezultat nema fizikalnog smisla.
{\displaystyle {h_{1} \over h_{0}}={\frac {-1+{\sqrt {1+{\frac {8v_{0}^{2}}{gh_{0}}}}}}{2}}}
Imamo tri rješenja:
- gdje  {\displaystyle {\frac {v_{0}^{2}}{gh_{0}}}=1}, za {\displaystyle {h_{1} \over h_{0}}=1} (nema hidrauličkog skoka)
- gdje {\displaystyle {\frac {v_{0}^{2}}{gh_{0}}}<1}, za {\displaystyle {h_{1} \over h_{0}}<1} (negativni hidraulički skok – uglavnom fizički nije moguće)
- gdje {\displaystyle {\frac {v_{0}^{2}}{gh_{0}}}>1} ili {\displaystyle {\frac {v_{0}^{2}}{gh_{0}}}>1}, za {\displaystyle {h_{1} \over h_{0}}>1} (pozitivni hidraulički skok)

### Visina hidrauličkog skoka s obzirom na protok fluida
Odnos visine protoka vode prije i poslije hidrauličkog skoka se može jednostavno izraziti s obzirom na Froudeov broj nadolazećeg protoka vode. Što je veće nadkritično strujanje, veći će biti hidraulički skok:
{\displaystyle {h_{1} \over h_{0}}={\frac {{\sqrt {1+{8Fr^{2}}}}-1}{2}}}
Praktično to znači da će voda, koja se ubrzava zbog velikog pada, stvarati veći stojni val u obliku hidrauličkog skoka, koji se usporava na dnu hidrauličkog skoka. Taj stojni val, kojeg vidimo nizvodno od pregrada, malih brana ili prirodnih kamenih stepenica, može biti vrlo opasan, jer zadržava plutajuće objekte (debla drveća, kajak i slično) duže vrijeme. 

## Primjena hidrauličkog skoka
Jedna od najvažnijih inženjerskih primjena hidrauličkog skoka je rasipanje energije u kanalima, preljevima brana i sličnim strukturama, da se spriječi da kinetička energija vodenog toka uništava građevinske strukture. Iznos energije koja se rasipa s hidrauličkim skokom ovisi najviše o Froudeovom broju vodenog toka koji dolazi na građevinu. Uglavnom što je veći Froudeov broj, to će biti i veće rasipanje energije. Analitički se djelomično rasipanje (gubitak) energije (engl. fractional energy loss – FEL) može izraziti:
{\displaystyle FEL={\frac {\left({\sqrt {1+8Fr_{0}^{2}}}-3\right)^{3}}{8{\left({\sqrt {1+8Fr_{0}^{2}}}-1\right)\left({\sqrt {Fr_{0}^{2}+2}}\right)}}}}
Na taj način, s  {\displaystyle Fr_{0}={\sqrt {\frac {v_{0}^{2}}{gh_{0}}}}} možemo predvidjeti koliko će biti rasipanje energije, ako mjerimo brzinu i dubinu vodenog toka koji nadolazi na građevinu (preljev brane, vodena pregrada i slično).

### Slapište
Slapište služi za disipaciju (rasipanje ili uništenje) ili odbacivanje energije. Sva energija koja se akumulirala duž usporenog toka treba se potrošiti na malom prostoru nizvodno od brane. Disipacija energije kod evakuacijskih organa:
- mali dio energije utroši se na trenje duž brzotoka (ΔE1)
- ako se preljevni mlaz odbaci u zrak, gdje se dijelomično rasprši i odzrači, dio energije se utroši na stiskanje mjehurića uvučenog zraka pri udaru mlaza o vodenu površinu nizvodnog toka (ΔE2)
- najveći dio akumulirane energije troši se u vrtlozima (turbulencija) koji nastaju prilikom prelaska mlaza iz silovitog u mirno tečenje (ΔE3)

U slapištu se ne disipira sva energija, već manji dio energije u obliku vrtloga odlazi nizvodno, pa treba zaštititi još jedan dio korita nizvodno (kamena obloga, gabioni itd.).
Hidraulički skok na slapištu će se pojaviti samo ako je zadovoljen uvjet:
{\displaystyle h_{0}={h_{1} \over 2}\left({-1+{\sqrt {1+8Fr^{2}h_{1}/g}}}\right)}
gdje je:
{\displaystyle Fr} - uzvodni Froudeov broj
g - ubrzanje zbog gravitacije ili gravitacijska konstanta (9,81 m/s2)
h - visina fluida (h0 = početna visina uzvodno, h1 = konačna visina nizvodno)